# Saint-Martin-sur-Ocre (Yonne)
Saint-Martin-sur-Ocre – miejscowość i dawna gmina we Francji, w regionie Burgundia-Franche-Comté, w departamencie Yonne. W 2013 roku liczba ludności wynosiła 65 mieszkańców.
W dniu 1 stycznia 2016 roku z połączenia dwóch ówczesnych gmin – Saint-Aubin-Château-Neuf oraz Saint-Martin-sur-Ocre – utworzono nową gminę Le Val-d’Ocre. Siedzibą gminy została miejscowość Saint-Aubin-Château-Neuf.